# AK3
AK3‏ (Adenylate kinase 3) هوَ بروتين يُشَفر بواسطة جين AK3 في الإنسان.